# Пала
Пала (на френски: Pala) е град в Чад и административен център на регион Западен Майо-Кеби. Католическата епископия в Пала служи на префектура Майо-Кеби и през 1970 в града 116 000 католици от общо 160 000 за страната. Население към 2008 г. 37 380 жители.-
Тук се намира първата открита златна мина в Чад от южнокорейската компания „Афко“. Въпреки това в региона основната промишленост е памукопроизводството.